# Castelo de Beaufort (Luxemburgo)
O Castelo de Beaufort localiza-se em Beaufort, uma comunas de Luxemburgo.
Foi construído no século XII, sendo restaurado pelo governador de Luxemburgo, Jean de Beck, no século XVI.
Cerca de cem mil turistas visitam o castelo anualmente.